# مديرية نعمان

تعديل مصدري - تعديل

مديرية نعمان هي من المديريات الصغيرة في محافظة البيضاء في اليمن. بلغ عدد سكانها 9252 نسمة عام 2004.